# Electric Light Orchestra
Electric Light Orchestra (ELO) is een Britse rockgroep die popmuziek kruiste met arrangementen van strijkers en futuristische kunstbeelden. De naam van de groep is een woordspeling die zowel verwijst naar elektrisch licht als naar “lichte orkestmuziek”, een populair genre dat onder meer te horen was op het BBC Light Programme tussen de jaren 40 en 60. ELO was vooral succesvol in de jaren 1970 en jaren 1980.

## Geschiedenis

### 1971-1976
ELO werd in 1971 in Birmingham opgericht door Roy Wood, Jeff Lynne en Bev Bevan en kwam voort uit The Move. De band gebruikte instrumenten als de cello en de viool om een klassieker geluid te krijgen.
Roy Wood verliet de groep kort na het verschijnen van het debuutalbum The Electric Light Orchestra, dat qua geluid nog erg dicht bij dat van The Move staat. Dit album kwam in de Verenigde Staten per ongeluk uit onder de titel No answer als gevolg van een verkeerd begrepen telefoongesprek. Na het vertrek van Wood werd Lynne het belangrijkste lid van de groep.
Voor het uitkomen van het tweede album werd ELO versterkt met toetsenist Richard Tandy. In 1973 kwam de lp ELO 2 uit, een album met lange nummers, typerend voor die tijd. Al snel gevolgd door het zeer strakke On the third day (1973) en Eldorado - A Symphony by the Electric Light Orchestra (1974). Waar op On the third day nog werd gewerkt met het overdubben van de violen en cello, werd op Eldorado gebruikgemaakt van een volledig orkest. De ontwikkeling van het symfonische geluid is dan ook prima te horen.
In 1975 voegde de bassist en zanger Kelly Groucutt zich bij de groep en kwam het album Face the Music uit. Dit album kenmerkte zich door een "radio-vriendelijker" geluid en bevat het nummer Evil woman (in 2005 gesampled door de Pussycat Dolls en Will.i.am in hun gezamenlijke hit Beep), naar verluidt het snelst door Lynne geschreven nummer. Een jaar later verscheen het album A New World Record, wereldwijd een succesalbum.

### 1977-1986
In de zomer van 1977 ging Lynne naar Zwitserland om nummers te schrijven voor een nieuw album. Door het regenachtige weer schoot dat niet op, totdat plotseling de zon doorbrak. Dit resulteerde in het dubbelalbum Out of the Blue, dat algemeen wordt beschouwd als het meesterwerk van de groep en tevens ELO's bekendste hit Mr. Blue Sky bevat. Sterk punt van het album is de wijze waarop Lynne met de zang (lead en backing) heeft gewerkt. Als extraatje bij deze dubbelaar was de hoes voorzien van een bouwplaat van het ruimteschip dat op de hoes stond afgebeeld.
Als gevolg van de toenemende populariteit van disco kwam ELO in 1979 met het album Discovery (ook wel Disco Very genoemd). Op dit album stonden onder meer de singles Shine a little love (Alarmschijf) (waarvan de B-kant Last Train To London in 2002 door Atomic Kitten werd gesampled in hun hit Be With You) en Don't bring me down. Niet lang na het verschijnen van dit album verlieten de violist Mik Kaminski en de cellisten Hugh McDowell (1953- 2018) en Melvyn Gale de groep. Mik Kaminski en Hugh McDowell zouden in de jaren erop nog regelmatig terugkeren in videoclips en bij live-optredens.
In 1980 produceerde ELO de halve soundtrack van de musical-film Xanadu, Olivia Newton-John de andere kant van de lp. Samen met Olivia Newton-John scoorde ELO in dat jaar een nummer 1-hit in onder meer Groot-Brittannië en Nederland met de gelijknamige single.
In 1981 kwam ELO opnieuw met een nieuw geluid. Met het conceptalbum Time verliet de groep de disco en schoof ELO op in de richting van het jaren tachtig-geluid. Dit album bevatte onder meer de hits Hold on tight en Twilight. Het intro van het nummer Here is the news werd in Nederland bij een groot publiek bekend als herkenningstune van de VPRO. Aanvankelijk was het de bedoeling dat het album een dubbelelpee zou worden: het album zoals we dat nu kennen met een live-elpee.
Het album Secret Messages dat in 1983 uitkwam, zou oorspronkelijk eveneens een dubbelalbum worden, maar werd (officieel vanwege de kosten) gereduceerd tot gewoon album. Doordat er geen tournee kwam begon de populariteit van ELO af te nemen en sommigen betwijfelden of nog een nieuw album zou volgen. Wat ook niet gunstig was waren de ruzies in de aanloop naar en tijdens de opnames van Secret Messages. De groep was echter contractueel verplicht om nog een album te maken. Begin 1986 verscheen Balance of Power met onder meer de single Calling America. ELO ondervond opnieuw tegenslag door stakingen in de muziekwereld waardoor geplande promotie-activiteiten niet doorgingen. In tegenstelling tot de voorganger werd dit afscheidsalbum wel gepromoot met een paar live-optredens (Birmingham en Montreux in Zwitserland). Daarna gingen de overgebleven drie groepsleden hun eigen weg.

### 1988-1999
In 1990 vormde drummer Bev Bevan Electric Light Orchestra Part Two. Bevan wilde in 1988 de draad weer oppakken. Jeff Lynne bedankte voor een nieuwe ELO-plaat dus ging Bevan op zoek naar nieuwe bandleden. De nieuwe groep, met Bevan en Louis Clark als originele ELO-leden, bracht in 1991 een debuutalbum uit dat teruggreep naar het geluid van de jaren zeventig. Nadat Kelly Groucutt en Mik Kaminsky in vaste dienst traden verscheen in 1994 Moment of truth. Cellist Hugh McDowell, ook een voormalig bandlid, heeft de eerste jaren regelmatig met ELO Part Two opgetreden.
Beide albums werden geen succes en hoewel er bij live-concerten steeds meer ELO-hits werden gespeeld vonden veel oude fans dat deze groep zonder Jeff Lynne geen bestaansrecht had. ELO Part Two heeft jaar op jaar heel veel opgetreden, niet zelden met een compleet symfonieorkest, gedirigeerd door Sir Louis Clark. In 1998 traden ze tweemaal op in Nederland (Apeldoorn, mei, en De Veenhoop, juli).
De band slaagde er niet in Amerika te veroveren. Eind 1999 verliet Bevan de groep. Achteraf werd duidelijk dat Bevan en Lynne afspraken hadden gemaakt over de rechten op en het gebruik van de naam Electric Light Orchestra. ELO Part Two werd begin 2000 officieel opgeheven. Bevan verkocht zijn deel van rechten op de groepsnaam aan Jeff Lynne. De overgebleven groepsleden van ELO Part II gingen door en moesten van bandnaam veranderen. In het najaar hadden ze een nieuwe naam gekozen en in november 2000 traden ze op onder de naam Orchestra in Hardenberg, niet te verwarren met de band van Groucutt en Kaminiski OrKestra uit de periode medio '80 tot '90. Nog datzelfde jaar werd het The Orchestra. In 2013 trad The Orchestra op in Emmen (Retropop).
Ondanks de kritiek op ELO Part II had de groep in de periode 1991-1999 vele duizenden fans blij gemaakt. Het was immers de enige kans om de muziek van ELO live te horen. Het was niet, zoals heden ten dage met The Orchestra, een optreden van een coverband.

### 1998-2013
In 1998 begon Lynne met de voorbereidingen om ELO nieuw leven in te blazen. In 2000 verscheen de compilatiebox Flashback. Tegelijk werd voor het jaar erop een nieuw album aangekondigd. Richard Tandy was als enig ander lid van de oude samenstelling van de partij. Voorafgaand aan het album verscheen in april 2001 de single Alright (CDS en maxi CDS). De wereldwijde primeur van de single was op Radio 2 in Nederland. Het album Zoom uit 2001 zou worden gepromoot met een wereldtournee. Deze ging onder meer door tegenvallende kaartverkoop in de VS niet door. Mogelijk speelde ook 9/11 een rol. Het bleef bij twee optredens voor PBS en een optreden in VH1 Storytellers. Van de PBS-optredens verscheen in het najaar een dvd. Even daarvoor, begin september 2001 verscheen de tweede single van Zoom, Moment In Paradise (CDS en maxi CDS). De maxi CDS bevatte drie nummers van de PBS-shows. Moment In Paradise verscheen in drie (Europese) landen op single, waaronder Nederland.
In 2001 en de jaren erop werden alle albums opnieuw uitgebracht. Opgepoetste opnames en extra's; van niet eerder uitgebrachte versies van bekende nummers tot niet eerder uitgebracht werk. In dit decennium verschenen, vanwege de heruitgaves, twee singles (promo CDS en vinyl en als download): Surrender en Latitude 88 North. De iTunes download single van Surrender is afkomstig van de heruitgave A New World Record en haalde de Top 100 download chart. Het was de vijfde single van dat album. Latitude 88 North was afkomstig van de heruitgave Out Of The Blue en was de zesde single van dat album.
Op 19 februari 2009 overleed onverwachts Kelly Groucutt aan een hartaanval. Vanaf 1974 was hij de bassist van ELO. Tijdens de opnames van het album Secret Messages (1983) in de Wisseloord Studio's in Nederland verliet Groucutt de band. In de jaren na ELO bleef hij muzikaal verbonden aan de muziek van ELO. Eerst in Player, later OrKestra genoemd, wat vervolgens geleidelijk aan samensmolt met Bev Bevans Electric Light Orchestra Part Two wat vanaf 2000 als The Orchestra door het leven gaat.
Het jaar erop kreeg Mike Edwards op 3 september 2010 een dodelijk ongeluk. Een hooibaal van 600 kilo kwam terecht op zijn bestelbus. Edwards was op slag dood. Edwards was cellist in ELO vanaf de oprichting in 1970 tot 1974. Hij had moeite met de populariteit van de band. Tijdens een Amerikaanse tournee in 1974 haakte hij om die reden af. Dat was vlak voor de opnames van het album Eldorado | A Symphony by the Electric Light Orchestra.
In oktober 2012 verscheen Mr. Blue Sky: The Very Best of Electric Light Orchestra. Een verzamelalbum met het beste van Electric Light Orchestra volgens Lynnes keuze. Alle nummers werden opnieuw opgenomen en dan ook bijna allemaal door hemzelf. Dochter Laura was een van de zeldzame anderen die aan het album werkten. De nieuwe opnames werden gespeeld en ingezongen op de manier waarop Lynne ze eigenlijk destijds al had op willen nemen. Een van de problemen van toen was de stand der techniek. Het album bereikte nr. 8 in de UK Album Chart en nr. 2 in de UK Top Independent Albums Chart. Een deel van de nieuwe opnames was al bekend. Livin' Thing bijvoorbeeld, werd al eerder gebruikt in een tv-commercial van het Wereld Natuur Fonds (WNF).
Op 22 april 2013 verscheen Live, een livealbum. De opnames werden gemaakt in april 2001 tijdens twee PBS-optredens in de VS. De meeste nummers werden in 2001 uitgebracht op de Zoom Tour Live. Op Live staan geen nummers van het album Zoom, wel de live-registraties uit 2001 van de hitsingles Confusion en Secret Messages. Die stonden dus weer niet op Zoom Tour Live'. Live bevat verder twee bonustracks: Cold Feet en Out Of Luck.

### 2013-nu
Geheel onverwachts waren Lynne en Tandy op 14 november 2013 de surprise-act tijdens het benefietoptreden BBC Children in Need Rocks. Ze waren de hoofdact van die avond, waarbij geld werd ingezameld voor het goede doel. Onder begeleiding van het BBC-orkest en BBC-koor brachten ze Livin' Thing en Mr. Blue Sky ten gehore. Het optreden vond plaats onder de naam Jeff Lynne's Electric Light Orchestra.
In september 2014 kwam violist Wilf Gibson na een kort ziekbed te overlijden. Gibson speelde op het album ELO 2.
Op 14 september 2014 traden Lynne en Tandy op op het eendaagse muziekfestival van de BBC Festival in One Day in Hyde Park, Londen. 50.000 bezoekers zagen de band optreden. ELO, begeleid door onder meer het BBC Concert Orchestra en diverse bekende sessiemuzikanten, liet veel van ELO's grootste hits de revue passeren. Opnieuw is Jeff Lynne's Electric Light Orchestra, de nieuwe naam van ELO, de hoofdact. Het concert werd door BBC 4 op 17 oktober 2014 uitgezonden. In september 2015 verscheen het optreden op dvd. ELO keerde opnieuw terug in de hitlijsten. Na een paar jaar werd duidelijk dat door het optreden van ELO het festival op een hoger niveau werd getild, aldus Jo Whiley, de presentatrice van het festival.
Lynne kondigde vrij snel na het concert een nieuw album aan. Op 25 september 2015 verscheen de eerste single, When I Was A Boy. De single werd vergezeld met een videoclip. De singles zouden vanaf dat moment, tot verdriet van veel fans, alleen als download en promo-CDS verschijnen en niet op een makkelijk te krijgen vinyl single of CDS. In oktober verschenen de singles One Step At A Time en When The Night Comes, alhoewel de laatste in december echt als single zou verschijnen. Op 13 november 2015 verscheen het album Alone In The Universe, het vijftiende van ELO, uitgebracht door Columbia Records. Lynne was hierbij producer, tekstschrijver, arrangeur, leadzanger en gitarist. Van de 13 nieuwe nummers verschenen 10 de reguliere uitgave, twee extra nummers op de "expanded edition" en, zoals gebruikelijk, nog een extra nummer voor de Japanse uitgave.
Op 9 november en op de dag van verschijnen, 13 november 2015, trad Jeff Lynne's Electric Light Orchestra opnieuw op in Engeland. Vanaf dat moment trad de band bijna altijd als een 13-koppige formatie op: 4 gitaristen/bassist, 3 toetsenisten, 1 drummer, 2 cellistes, 1 violiste en 2 achtergrondzangers. Jeff was diverse keren te gast in radio- en tv-shows en de band gaf een aantal kortere en langere optredens voor de radio. Daarna volgden een paar kleinere optredens in de VS. In maart 2016 volgde de single met videoclip Ain't It A Drag. De verhaallijn in de video bij Ain't It A Drag lijkt erg geïnspireerd op de (juridische) problemen en verstoorde verstandhoudingen tussen Lynne en enkele bandleden uit de succesperiode van de jaren '70 en '80.
De Alone In The Universe Tour volgde in 2016 in de VS, UK, Nederland, Duitsland, Zwitserland, Ierland en opnieuw in de VS. De optredens in Europa waren, ook de extra data, uitverkocht. De band treedt ook op voor een publiek van 120.000 man tijdens het Glastonbury Festival. Tijdens de laatste grote optredens in de VS (Hollywood Bowl) is Lynnes dochter Laura Lynne een van de achtergrondzangeressen. Tandy had om gezondheidsproblemen af moeten haken.
In 2017 trad Jeff Lynne's Electric Light Orchestra verscheidene keren op in de VS en de UK. In de zomer werden in de UK vier grote concerten gegeven. Het optreden in een uitverkocht Wembley (ruim 70.000 toeschouwers) verscheen later dat jaar, in november, als concert film onder de titel Wembley or Bust. Vertaald: Wembley of niets (alles of niets). In november 2017 werd ook een nieuwe wereldtournee in 2018 aangekondigd in de VS, Canada en Europa. Het werd een grotere tournee met veel meer concerten en in Europa ook in meer landen. Nederland werd opnieuw aangedaan. Nog in dezelfde maand en in de maanden erop werden extra data bekend gemaakt in Europa en de VS. Veel concerten waren uitverkocht, ook het concert in Nederland.
Eind oktober kondigde Jeff Lynne een nieuwe tournee aan van 20 data in juni en juli 2019 in de VS en Canada. Als voorprogramma werd Dhani Harrison (zoon van George Harrison) gevraagd.
Op 6 november 2018 overleed, na een lang ziekbed, cellist Hugh McDowell. McDowell zat vanaf het begin in ELO. Na een kort uitstapje naar The Wizzard, met Roy Wood en enkele andere ELO'ers, keert hij terug naar ELO. In 1979 nam ELO afscheid van de strijkerssectie, dus ook van Hugh McDowell. Het waren de cellisten Hugh McDowell en Melvin Gale die tijdens optredens de gekste capriolen met hun cello uithaalden, ondertussen gewoon doorspelend. McDowell was later nog betrokken bij OrKestra (met Kelly Groucutt en Mik Kaminsky) en heel kort, in 1993, bij E.L.O. Part Two. Hugh McDowell werd 65.
Na de succesvolle Noord-Amerikaanse tournee bleef Lynne via de 'nieuwe' media, onder andere Facebook, de aandacht van zijn fans vragen. Niet verwonderlijk want Lynne had ruim een jaar eerder al gesproken over een nieuw album aan het eind van het jaar. Op 26 september 2019 kondigde Lynne in de single From Out Of Nowhere aan. De nieuwe single was vanaf die datum te koop (downloaden). Tegelijk kondigde Lynne de release van het nieuwe, gelijknamige album op 1 november 2019 aan. Het album zou tien nieuwe songs bevatten en verder gaf Lynne aan dat hij met de band zou gaan optreden om het album te promoten. Op 25 oktober 2019 verscheen de tweede single van het nog te verschijnen album, Time of Our Life, een nummer over het Wembley optreden in 2017. Bijzonder was dat voor het eerst sinds lange tijd de singleversie zou verschillen van de albumversie, passend bij de bijbehorende videoclip. Opnieuw had Lynne bijna alles op het nieuwe album zelf gedaan. Steve Jay en Richard Tandy droegen ook hun steentje bij aan het album. De band gaf voor BBC Radio 2 een optreden. Een dag later kwam From Out Of Nowhere in de UK binnen op 1.
Voor het najaar van 2020 werd een nieuwe Europese tournee aangekondigd waarbij opnieuw Ziggo Dome in Amsterdam zou worden aangedaan, de From Out Of Nowhere Tour. Vanwege de uitbraak van het coronavirus en de onzekerheid of in september/oktober grotere concerten weer mogelijk zouden zijn, werd deze tournee afgelast.
Op 13 februari 2021 komt op 73-jarige leeftijd Sir Louis Clark te overlijden. Clark was vanaf 1974 verantwoordelijk voor de arrangementen (het orkestrale geluid van ELO.) Lynne en Clark werkten tot en met eind jaren '80 vaak samen. Clark werkte (met of zonder Lynne) samen met onder andere Ozzy Osbourne, Asia, America, Kiki Dee, UB40, Roy Orbison en Air Supply. Clark was in de jaren '80 verantwoordelijk voor de hype dat moderne muziek (Abba, Beatles, Queen) werd uitgevoerd door een volledig symfonie-orkest en hij scoorde met de Hooked On Classics serie hoge hitnoteringen. Veel van zijn werk werd ook live gespeeld met als dirigent Louis Clark. Eén van zijn meest recente bewerkingen maakte hij voor muziekstudenten van muziek van Phil Collins.
Louis Clark had al geruime tijd last van nierproblemen en lag al enkele maanden in het ziekenhuis. Of hij aan de gevolgen van nierfalen is overleden is niet bekendgemaakt.
In december 2021 maakte Jeff Lynne in een videoboodschap tijdens zijn Kerst- en nieuwjaarsgroet bekend dat hij werkt aan een nieuw album. Of het een soloalbum wordt of dat het onder de naam Jeff Lynne's ELO. verschijnt is niet bekend. Medio 2023 werd bekend dat Jeff Lynne's ELO hoofdact is tijdens VetsAid op 12 november 2023, een festival met diverse artiesten waarbij geld wordt ingezameld voor veteranen (USA). VetsAid is een initiatief van Joe Walsh, bekend van the Eagles en bevriend met Lynne. Jeff Lynne's ELO's optreden was omvangrijker dan gedacht en werd goed ontvangen. 
Op 18 maart 2024 kondigde Jeff Lynne's ELO de Over And Out Tour aan, een laatste tournee door Noord-Amerika die zou duren van augustus tot oktober 2024. Op 1 mei 2024 maakte Lynne via sociale media bekend dat Richard Tandy op 76-jarige leeftijd was overleden. Lynne noemde Tandy, zijn vriend, "een opmerkelijke muzikant en vriend". 
In augustus 2024 startte de Over And Out Tour in de VS en Canada. Er zijn diverse data aan het tourschema toegevoegd en Jeff Lynne's ELO speelde geregeld voor uitverkochte zalen. Het is nog onduidelijk of Jeff Lynne's ELO ook Europa zal aandoen.

## Trivia
- John Lennon was een groot fan van het Electric Light Orchestra. Hij heeft zelf zeker tweemaal, in 1974 en in 1979, gezegd dat The Beatles zouden hebben geklonken als ELO, als ze niet waren gestopt.
- Het nummer Mr. Blue Sky werd in 2012 gebruikt tijdens de sluitingsceremonie van de Olympische Spelen, die dat jaar in London georganiseerd werden.

## In populaire cultuur
- Het grote succes van de groep inspireerde singer-songwriter Randy Newman in 1979 tot het opnemen van een parodie/tribute: The Story of a Rock and Roll Band (op zijn album Born Again). Newmans bijtend-spottende tekst heeft niet tot een vete geleid: Jeff Lynne produceerde een kleine tien jaar later het nummer Falling in Love op Newmans Land of Dreams.
- Het nummer Evil Woman is als soundtrack in Grand Theft Auto IV gebruikt in het radiostation Liberty Rock Radio.
- Het nummer Four Little Diamonds is als soundtrack in Grand Theft Auto: Vice City gebruikt in het radiostation Flash FM.
- Muziek van ELO is, met name sinds Lynne opnieuw actief is met ELO, dus sinds de jaren '10, geregeld in radio- en televisiecommercials gebruikt. Daarnaast is muziek van ELO in veel films terug te vinden. De soundtrack van de film Joyride uit 1977 is bij veel E.L.O. fans bekend, net als bijvoorbeeld American Hustle uit 2013. Een minder bekend voorbeeld is de soundtrack van de romantische komedie Larry Crowne uit 2011 met onder meer Tom Hanks en Julia Roberts. Op de soundtrack staan 2 nummers van ELO: Hold On Tight en Calling America. Er is nog een nummer met Lynne: Runnin' Down A Dream van Tom Petty.
- Het nummer Here is The News is sinds 1982 door de omroep VPRO gebruikt als leader in de promotie filmpjes van en over de omroep.

## Discografie

### Albums
| Album                                                                  | Verschijnen      | Label                              | Type     | Hitlijsten | Hitlijsten | Hitlijsten | Hitlijsten | Hitlijsten | Hitlijsten | Hitlijsten |
| Album                                                                  | Verschijnen      | Label                              | Type     | BE (VL)    | BE (VL)    | NL         | NL         | VK         | VS         |            |
| Album                                                                  | Verschijnen      | Label                              | Type     | Piek       | Weken      | Piek       | Weken      | Piek       | Piek       |            |
| ---------------------------------------------------------------------- | ---------------- | ---------------------------------- | -------- | ---------- | ---------- | ---------- | ---------- | ---------- | ---------- | ---------- |
| The Electric Light Orchestra                                           | 1 december 1971  | Harvest, United Artists (VS)       | Studio   |            |            | –          | –          | 32         | 196        |            |
| ELO 2                                                                  | januari 1973     | Harvest, United Artists (VS)       | Studio   |            |            | –          | –          | 35         | 62         |            |
| On the third day                                                       | november 1973    | Warner Bros., United Artists (VS)  | Studio   |            |            | –          | –          | –          | 52         |            |
| The night the light went on in Long Beach                              | mei 1974         | Warner Bros., United Artists (VS)  | Live     |            |            |            |            |            |            |            |
| Eldorado                                                               | september 1974   | Warner Bros., United Artists (VS)  | Studio   |            |            | 4          | 10         | –          | 16         |            |
| Showdown                                                               | november 1974    | Harvest                            | Verzamel |            |            |            |            |            |            |            |
| Face the Music                                                         | september 1975   | Jet, United Artists (VS)           | Studio   |            |            | 11         | 4          | –          | 8          |            |
| Olé ELO                                                                | juni 1976        | Columbia, Jet, United Artists (VS) | Verzamel |            |            | –          | –          | –          | 32         |            |
| A New World Record                                                     | oktober 1976     | Jet, United Artists                | Studio   |            |            | 2          | 14         | 6          | 5          |            |
| The Light Shines On                                                    | april 1977       | Harvest                            | Verzamel |            |            | –          | –          | –          | –          |            |
| Out of the Blue                                                        | 3 oktober 1977   | Jet, United Artists (VS)           | Studio   |            |            | 3          | 41         | 4          | 4          |            |
| Three Light Years                                                      | december 1978    | Jet                                | Boxset   |            |            | –          | –          | 38         | –          |            |
| The Light Shines On Vol 2                                              | maart 1979       | Harvest                            | Verzamel |            |            |            |            |            |            |            |
| Discovery                                                              | 31 mei 1979      | Jet, Columbia                      | Studio   |            |            | 6          | 26         | 1          | 5          |            |
| ELO's Greatest Hits                                                    | november 1979    | Jet                                | Verzamel |            |            | –          | –          | 7          | 30         |            |
| A Box of Their Best                                                    | 7 augustus 1980  | Epic                               | Boxset   |            |            |            |            |            |            |            |
| Xanadu                                                                 | augustus 1980    | Jet, MCA                           | Studio   |            |            | 1 (3 wk)   | 23         | 2          | 4          |            |
| Four Light Years                                                       | 1980             | Jet                                | Boxset   |            |            |            |            |            |            |            |
| Time                                                                   | 2 juli 1981      | Jet, Columbia                      | Studio   |            |            | 2          | 19         | 1          | 16         |            |
| Secret Messages                                                        | 5 juni 1983      | Jet, Columbia                      | Studio   |            |            | 7          | 11         | 4          | 36         |            |
| Balance of Power                                                       | 17 februari 1986 | Jet, Epic (VK), Columbia (VS)      | Studio   |            |            | 20         | 9          | 9          | 49         |            |
| All Over The World                                                     | oktober 1987     | Arcade (NL)                        | Verzamel |            |            | 29         | 6          |            |            |            |
| The Very Best Of E.L.O. Vol. 1                                         | 1989             | Arcade (NL)                        | Verzamel |            |            | 23         | 24         | 23         |            |            |
| The Very Best Of E.L.O. Vol. 2                                         | 1990             | Arcade (NL)                        | Verzamel |            |            | 23         | 24         |            |            |            |
| Afterglow                                                              | 15 juni 1990     | Epic                               | Boxset   |            |            |            |            |            |            |            |
| ELO's Greatest Hits Vol. 2                                             | 1992             | Epic                               | Verzamel |            |            | –          | –          | –          | –          |            |
| The Very Best of the Electric Light Orchestra                          | 1994             | Dino                               | Verzamel |            |            | –          | –          | 4          | –          |            |
| Strange Magic: The Best of Electric Light Orchestra                    | 11 april 1995    | Epic                               | Verzamel |            |            |            |            |            |            |            |
| Light Years: The Very Best of Electric Light Orchestra                 | november 1997    | Epic                               | Verzamel |            |            | –          | –          | 60         | –          |            |
| Live at Wembley '78                                                    | 28 maart 1998    | Eagle                              | Live     |            |            |            |            |            |            |            |
| Live at Winterland '76                                                 | 30 maart 1998    | Eagle                              | Live     |            |            |            |            |            |            |            |
| Definitive Collection                                                  | 13 april 1999    | Epic                               | Verzamel |            |            |            |            |            |            |            |
| The BBC Sessions                                                       | 1999             | Eagle                              | Live     |            |            |            |            |            |            |            |
| Live at the BBC                                                        | 28 juni 1999     | Eagle                              | Live     |            |            |            |            |            |            |            |
| Flashback                                                              | 21 november 2000 | Epic                               | Boxset   |            |            |            |            |            |            |            |
| The Ultimate Collection                                                | 8 mei 2001       | Sony                               | Verzamel |            |            |            |            | 18         |            |            |
| Zoom                                                                   | 12 juni 2001     | Epic                               | Studio   | 37         | 2 (W)      | 46         | 4          | 34         | 94         |            |
| The Electric Light Orchestra (First Light Series)                      | 2001             | Harvest                            | Studio   |            |            | –          | –          |            |            |            |
| ELO 2 (First Light Series)                                             | 2003             | Harvest                            | Studio   |            |            | –          | –          |            |            |            |
| The Essential Electric Light Orchestra                                 | 1 april 2003     | Epic                               | Verzamel |            |            |            |            |            |            |            |
| All Over the World: The Very Best of Electric Light Orchestra          | 6 juni 2005      | Sony                               | Verzamel |            |            | 71         | 2          | 1          | 12         |            |
| Ticket to the Moon: The Very Best of Electric Light Orchestra Volume 2 | 15 oktober 2007  | Legacy                             | Verzamel |            |            |            |            |            |            |            |
| Mr. Blue Sky: The Very Best of Electric Light Orchestra                | 8 oktober 2012   | Frontiers                          | Verzamel | 119        | 3          | 78         | 2          | 8          | 46         |            |
| Electric Light Orchestra live                                          | 19 april 2013    | Frontiers                          | Live     |            |            |            |            | 8          | 118        |            |
| Alone in the Universe                                                  | 13 november 2015 | Columbia                           | Studio   | 8          | 14         | 5          | 9          | 4          | 2          |            |
| Wembley or bust                                                        | 17 november 2017 | Columbia                           | Live     | 34         | 13         | 17         | 4          | 9          | 12         |            |
| From out of nowhere                                                    | 1 november 2019  | Columbia                           | Studio   | 42         | 3          | 29         | 1          | 1          | 6          |            |

### Singles
| Single                                | Verschijnen       | Album                                                   | Hitlijsten | Hitlijsten | Hitlijsten | Hitlijsten | Hitlijsten | Hitlijsten |
| Single                                | Verschijnen       | Album                                                   | BE (VL)    | BE (VL)    | NL         | NL         | VK         | VS         |
| Single                                | Verschijnen       | Album                                                   | Piek       | Weken      | Piek       | Weken      | Piek       | Piek       |
| ------------------------------------- | ----------------- | ------------------------------------------------------- | ---------- | ---------- | ---------- | ---------- | ---------- | ---------- |
| 10538 overture                        | 23 juni 1972      | The Electric Light Orchestra                            | -          | -          | Tip        | -          | 9          | -          |
| Roll Over Beethoven                   | 12 januari 1973   | ELO 2                                                   | 24 (2 wk)  | 4          | 26         | 5          | 6          | 42         |
| Showdown                              | 14 september 1973 | On the third day (VS)                                   | -          | -          | 28         | 4          | 12         | 53         |
| Ma-Ma-Ma Belle / Oh No No Susan       | februari 1974     | On the third day                                        | -          | -          | -          | -          | 22         | -          |
| Can't Get It Out of My Head           | januari 1975      | Eldorado                                                | -          | -          | 19         | 5          | -          | 9          |
| Boy Blue                              | april 1975        | Eldorado                                                | -          | -          | -          | -          | -          | -          |
| Evil woman                            | oktober 1975      | Face the music                                          | -          | -          | 20         | 5          | 10         | 10         |
| Nightrider                            | 19 maart 1976     | Face the music                                          | -          | -          | -          | -          | -          | -          |
| Strange magic                         | februari 1976     | Face the music                                          | -          | -          | -          | -          | 38         | 14         |
| Livin' Thing                          | 4 oktober 1976    | A New World Record                                      | 8          | 8          | 6          | 9          | 4          | 13         |
| Rockaria!                             | 19 februari 1977  | A New World Record                                      | 26         | 1          | 28         | 4          | 9          | -          |
| Do Ya                                 | februari 1977     | A New World Record                                      | -          | -          | -          | -          | -          | 24         |
| Telephone Line                        | 21 mei 1977       | A New World Record                                      | 23 (2 wk)  | 4          | -          | -          | 8          | 7          |
| Turn to Stone                         | 29 oktober 1977   | Out of the Blue                                         | 30         | 1          | 11         | 7          | 18         | 13         |
| Mr. Blue Sky                          | 28 januari 1978   | Out of the Blue                                         | 18         | 5          | 11         | 10         | 6          | 35         |
| Sweet Talkin' Woman                   | 12 februari 1978  | Out of the Blue                                         | 30         | 1          | 27         | 5          | 6          | 17         |
| Wild West Hero                        | 10 juni 1978      | Out of the Blue                                         | -          | -          | -          | -          | 6          | -          |
| It's Over                             | 4 oktober 1978    | Out of the Blue                                         | -          | -          | -          | -          | -          | 75         |
| The ELO EP                            | 9 december 1978   | Three Light Years                                       | -          | -          | -          | -          | 34         | -          |
| Shine a Little Love                   | 27 april 1979     | Discovery                                               | 21         | 6          | 10         | 8          | 6          | 8          |
| The Diary of Horace Wimp              | 21 juli 1979      | Discovery                                               | -          | -          | -          | -          | 8          | -          |
| Don't Bring Me Down                   | 1979              | Discovery                                               | 5          | 9          | 5          | 11         | 3          | 4          |
| Confusion / Last Train to London      | oktober 1979      | Discovery                                               | -          | -          | -          | -          | 8          | 37         |
| I'm Alive                             | 24 mei 1980       | Xanadu                                                  | -          | -          | -          | -          | 20         | 16         |
| Xanadu (met Olivia Newton-John)       | 6 juni 1980       | Xanadu                                                  | 1 (5 wk)   | 17         | 1 (3 wk)   | 16         | 1          | 8          |
| All Over the World (Alarmschijf)      | juli 1980         | Xanadu                                                  | 25         | 1          | 11         | 7          | 11         | 13         |
| Don't Walk Away                       | 22 november 1980  | Xanadu                                                  | -          | -          | -          | -          | 21         | -          |
| Hold On Tight                         | 17 juli 1981      | Time                                                    | 4          | 11         | 5          | 10         | 4          | 10         |
| Twilight                              | 10 oktober 1981   | Time                                                    | 26 (2 wk)  | 3          | 32         | 4          | 30         | 38         |
| Ticket to the Moon / Here Is the News | 11 december 1981  | Time                                                    | -          | -          | -          | -          | 24         | -          |
| Rain Is Falling                       | januari 1982      | Time                                                    | -          | -          | -          | -          | -          | 101        |
| The Way Life's Meant to Be            | maart 1982        | Time                                                    | -          | -          | -          | -          | 85         | -          |
| Rock 'n' Roll Is King                 | 18 juni 1983      | Secret Messages                                         | 4          | 10         | 4          | 7          | 13         | 19         |
| Secret Messages                       | 3 september 1983  | Secret Messages                                         | -          | -          | Tip        | -          | 48         | -          |
| Four Little Diamonds                  | september 1983    | Secret Messages                                         | -          | -          | -          | -          | 84         | 86         |
| Train of Gold                         | 1983              | Secret Messages                                         | -          | -          | -          | -          | -          | -          |
| Stranger                              | december 1983     | Secret Messages                                         | -          | -          | -          | -          | -          | 105        |
| Buildings Have Eyes                   | 1983              | Secret Messages                                         | -          | -          | -          | -          | -          | -          |
| Calling America                       | 24 januari 1986   | Balance of Power                                        | -          | -          | -          | -          | 28         | 18         |
| So Serious                            | 18 april 1986     | Balance of Power                                        | -          | -          | -          | -          | 77         | -          |
| Getting to the Point                  | 11 juli 1986      | Balance of Power                                        | -          | -          | -          | -          | 97         | -          |
| Sorrow About to Fall                  | 1986              | Balance of Power                                        | -          | -          | -          | -          | -          | -          |
| Destination Unknown                   | 1990              | Afterglow                                               | -          | -          | -          | -          | -          | -          |
| Alright                               | 7 juni 2001       | Zoom                                                    | -          | -          | -          | -          | 87         | -          |
| Moment in Paradise                    | september 2001    | Zoom                                                    | -          | -          | -          | -          | -          | -          |
| Surrender                             | 2006              | A New World Record (30th Anniversary Edition)           | -          | -          | -          | -          | 81         | -          |
| Latitude 88 North                     | 2007              | Out of the Blue (30th Anniversary Edition)              | -          | -          | -          | -          | -          | -          |
| Mr. Blue Sky                          | 18 juni 2011      | Mr. Blue Sky: The Very Best of Electric Light Orchestra | -          | -          | -          | -          | 88         | -          |
| When I Was a Boy                      | 25 september 2015 | Alone in the Universe                                   | Tip28      | -          | -          | -          | -          | -          |
| When The Night Comes                  | 15 oktober 2015   | Alone in the Universe                                   | -          | -          | -          | -          | -          | -          |
| One Step At A Time                    | 29 oktober 2015   | Alone in the Universe                                   | Tip44 (W)  | -          | -          | -          | -          | -          |
| Ain't It A Drag                       | maart 2016        | Alone in the Universe                                   | -          | -          | -          | -          | -          | -          |
| From Out Of Nowhere                   | 26 september 2019 | From Out Of Nowhere                                     | -          | -          | -          | -          | -          | -          |
| Time of Our Life                      | 25 oktober 2019   | From Out Of Nowhere                                     | -          | -          | -          | -          | -          | -          |

### NPO Radio 2 Top 2000
| Nummers met noteringen in de NPO Radio 2 Top 2000 | '99  | '00  | '01  | '02  | '03  | '04  | '05  | '06  | '07  | '08  | '09  | '10  | '11  | '12  | '13  | '14  | '15  | '16  | '17  | '18  | '19  | '20  | '21  | '22  | '23  | '24  |
| ------------------------------------------------- | ---- | ---- | ---- | ---- | ---- | ---- | ---- | ---- | ---- | ---- | ---- | ---- | ---- | ---- | ---- | ---- | ---- | ---- | ---- | ---- | ---- | ---- | ---- | ---- | ---- | ---- |
| Can't Get It Out of My Head                       | 608  | 462  | 282  | 325  | 273  | 589  | 739  | 850  | 1061 | 646  | 894  | 777  | 1437 | 1180 | 1151 | 1288 | 1160 | 1338 | 1303 | 1728 | 1812 | 2000 | 1856 | -    | -    | -    |
| Don't Bring Me Down                               | 698  | 535  | 533  | 813  | 1127 | 979  | 927  | 1034 | 1293 | 1032 | 967  | 994  | 1002 | 1294 | 1180 | 1282 | 1274 | 1169 | 1070 | 1320 | 1309 | 1380 | 1250 | 1369 | 1498 | 1511 |
| Eldorado Overture                                 | -    | 952  | -    | 663  | 764  | 983  | 936  | 1073 | 1413 | 1062 | 1182 | 1200 | 1250 | 1439 | 1831 | -    | -    | -    | -    | -    | -    | -    | -    | -    | -    | -    |
| Evil Woman                                        | -    | -    | -    | -    | -    | -    | 1893 | -    | -    | -    | -    | -    | -    | -    | -    | -    | -    | -    | -    | -    | -    | -    | -    | -    | -    | -    |
| Livin' Thing                                      | -    | 1507 | 747  | 1227 | 1181 | 1325 | 1403 | 1619 | 1852 | 1496 | 1485 | 1719 | 1236 | 1190 | 1407 | 1459 | 1150 | 1245 | 1220 | 1348 | 1371 | 1433 | 1444 | 1592 | 1700 | 1853 |
| Mr. Blue Sky                                      | 69   | 59   | 42   | 68   | 80   | 90   | 73   | 84   | 112  | 81   | 85   | 88   | 92   | 115  | 85   | 90   | 58   | 79   | 55   | 51   | 62   | 72   | 68   | 71   | 81   | 81   |
| Rock 'n' Roll Is King                             | 1808 | -    | -    | -    | -    | -    | -    | -    | -    | -    | -    | -    | -    | -    | -    | -    | -    | -    | -    | -    | -    | -    | -    | -    | -    | -    |
| Roll Over Beethoven                               | 1260 | 1074 | 705  | 807  | 1080 | 1252 | 1196 | 1298 | 1639 | 1268 | 1423 | 1460 | 1729 | -    | -    | -    | -    | -    | -    | -    | -    | -    | -    | -    | -    | -    |
| Showdown                                          | -    | 1471 | -    | 1428 | -    | -    | 1778 | -    | -    | -    | -    | -    | -    | -    | -    | -    | -    | -    | -    | -    | -    | -    | -    | -    | -    | -    |
| Strange Magic                                     | -    | 1862 | -    | 1553 | -    | -    | -    | -    | -    | -    | -    | -    | -    | -    | -    | -    | -    | -    | -    | -    | -    | -    | -    | -    | -    | -    |
| Turn to Stone                                     | -    | 1298 | 954  | 1489 | 1255 | 1768 | 1598 | 1769 | -    | 1842 | 1794 | 1818 | 1999 | 1930 | 1941 | -    | -    | -    | -    | -    | -    | -    | -    | -    | -    | -    |
| Xanadu (met Olivia Newton-John)                   | 1309 | 1203 | 1477 | 1506 | 1855 | 1995 | -    | -    | -    | -    | -    | -    | -    | -    | -    | -    | -    | -    | -    | -    | -    | -    | -    | -    | -    | -    |

1. ↑  Een '-' betekent dat het nummer niet was genoteerd en een vetgedrukt getal geeft de hoogste notering van een nummer aan.

### Video's
| Album                                         | Verschijnen       | Label                              | Type                    | Hitlijsten | Hitlijsten | Hitlijsten | Hitlijsten | Hitlijsten | Hitlijsten | Hitlijsten  |
| Album                                         | Verschijnen       | Label                              | Type                    | BE (VL)    | BE (VL)    | NL         | NL         | VK         | VS         |             |
| Album                                         | Verschijnen       | Label                              | Type                    | Piek       | Weken      | Piek       | Weken      | Piek       | Weken      | Opmerkingen |
| --------------------------------------------- | ----------------- | ---------------------------------- | ----------------------- | ---------- | ---------- | ---------- | ---------- | ---------- | ---------- | ----------- |
| Discovery                                     | 1979              | Jet Records                        | Betamax / VHS           |            |            |            |            |            |            |             |
| Live at Wembley                               | 1980              | MGM/CBS Home Video                 | Betamax, VHS, laserdisc |            |            |            |            |            |            |             |
| Out of the Blue: Live at Wembley              | 1989              | MGM/CBS Home Video                 | VHS                     |            |            |            |            |            |            |             |
| Fusion – Live in London                       | 1990              | Jet Records                        | VHS                     |            |            |            |            |            |            |             |
| The Very Best of ELO                          | 1991              | Telstar                            | VHS                     |            |            |            |            |            |            |             |
| Out of the Blue: Live at Wembley/Discovery    | 1998              | Eagle Rock                         | VHS, dvd                |            |            |            |            |            |            |             |
| Zoom Tour Live                                | 2001              | Image                              | VHS, dvd                |            |            | 20         | 3          |            |            |             |
| Inside the Electric Light Orchestra 1970–1973 | 2005              | Image                              | Dvd                     |            |            |            |            |            |            |             |
| ELO – Total Rock Review                       | 2006              | Image                              | Dvd                     |            |            |            |            |            |            |             |
| Out of the Blue: Live at Wembley              | 2006              | Eagle Rock                         | Dvd                     |            |            |            |            |            |            |             |
| In Performance                                | 2010              |                                    | Dvd                     |            |            |            |            |            |            |             |
| Live: The Early Years                         | 9 augustus 2010   | Eagle Rock                         | Dvd                     |            |            |            |            |            | 33         |             |
| Out of the Blue: Live at Wembley              | 2015              | Eagle Rock                         | Blu-ray                 |            |            | 29         | 1          |            |            |             |
| Jeff Lynne's ELO: Live in Hyde Park           | 11 september 2015 | Eagle Rock / Universal Music Group | Dvd, blu-ray            |            |            | 2          | 36         |            | 1          |             |
| Jeff Lynne's ELO: Wembley or Bust             | 2017              |                                    | Dvd, blu-ray            | 34         | 12         | 17         | 4          | 9          | 12         |             |